# ديفيد سميث (لاعب كرة قدم)
ديفيد سميث (بالإنجليزية: David Smith)‏ (5 أكتوبر 1934 في المملكة المتحدة - 17 ديسمبر 2003 ببرستل في المملكة المتحدة) هو لاعب كريكت ولاعب كرة قدم بريطاني في مركز جناح. شارك مع منتخب إنجلترا للكريكت. أما مع النوادي، فقد لعب مع نادي بريستول سيتي.

## وصلات خارجية
- دايفيد سميث على موقع إي آس بي آن كريك إنفو (الإنجليزية)